# Phthonosema
Phthonosema is een geslacht van vlinders van de familie spanners (Geometridae), uit de onderfamilie Ennominae.

## Soorten
- P. corearia Leech, 1891
- P. invenustaria Leech, 1891
- P. opisengys Wehrli, 1941
- P. peristygna Wehrli, 1941
- P. serratilinearia Leech, 1897
- P. tendinosaria Bremer, 1864